# BSL-110

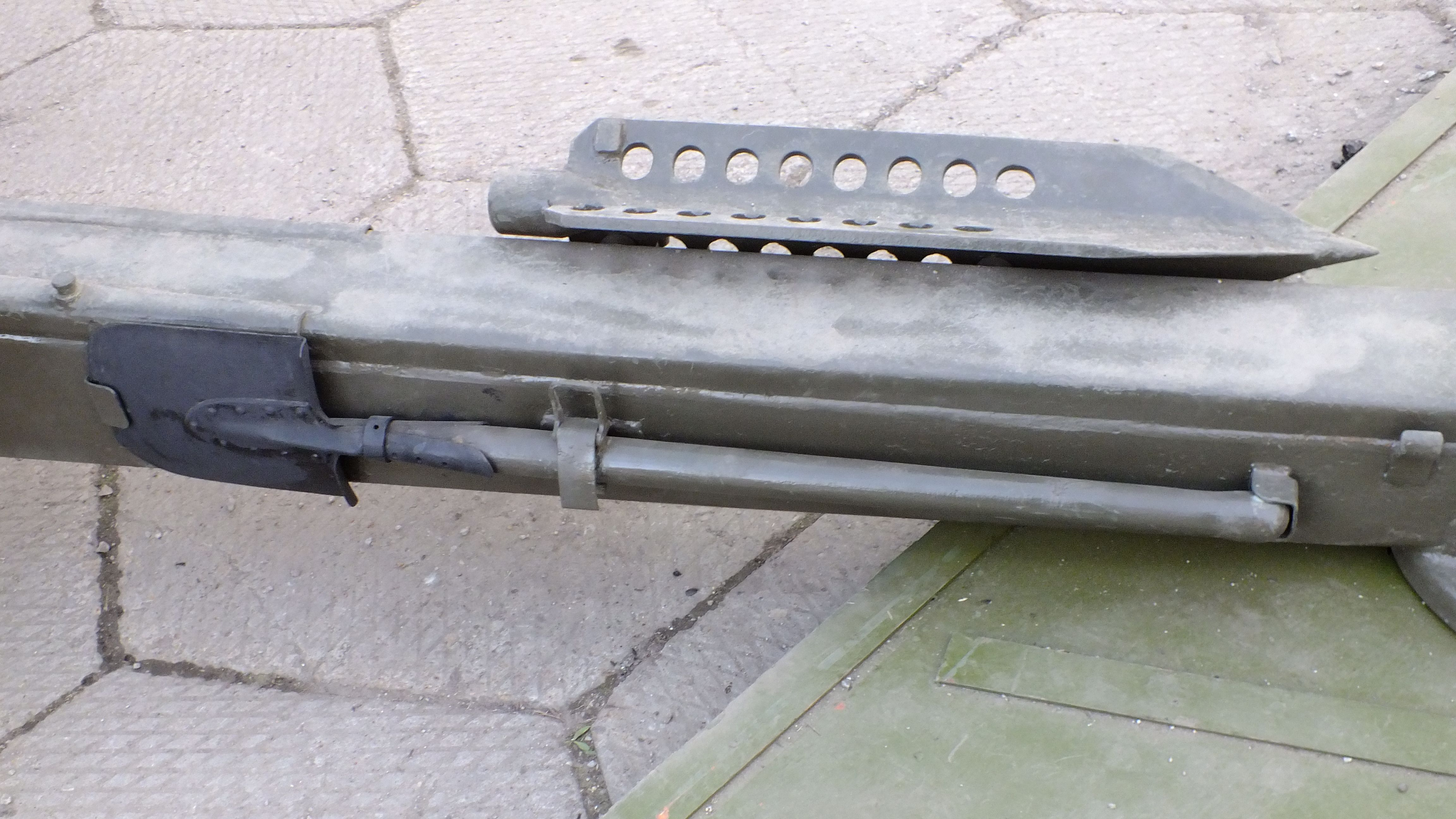
BSL-110 an der Lafette eines Artilleriegeschütz

Der BSL-110 Feldspaten (russisch Большая сапёрная лопата (БСЛ-110) Bol'shaya sapornaya lopata (BSL-110), deutsch ‚Große Pionierschaufel‘) ist ein Ausrüstungsgegenstand des Russischen Heeres, der Belarussischen Streitkräfte und der Ukrainisches Streitkräfte. Der Feldspaten wurde für die Rote Armee konzipiert und ist seit den 1930er Jahren in Gebrauch. Er wurde in hohen Auflagen hergestellt und wird in diversen Streitkräften der ehemaligen Länder des Warschauer Pakts verwendet.
Im Gebrauch stellte sich heraus, dass der kleine MPL-50 Feldspaten für viele Grabungsarbeiten nicht ausreichend dimensioniert war. Der BSL-110 ist ein praktisches Arbeitsgerät. Bei Böden mittlerer Dichte beträgt der durchschnittliche Aushub ca. 1 m³ pro Stunde, bei sandigen Böden ca. 1,25 m³, bei Lehm ca. 0,75 m³. Die Länge des Feldspatens ist auf 110 cm genormt, die Breite des Blattes beträgt exakt 20 cm. Das Gewicht beträgt 1,9 Kilo. Die Maße des Feldspaten wurden mit Bedacht ausgewählt, so beträgt die von der sowjetischen Heeresleitung damals empfohlene Tiefe eines Schützengrabens 110 cm und damit genau der Gesamtlänge des BSL-110. Die Breite des Spatens von 20 cm soll der Klingenlänge eines Bajonetts entsprechen. Die Höhe des Blattes beträgt 25 cm und damit ungefähr der Gesamtlänge eines Bajonetts. Diese Normierung stellte sich als Erleichterung bei der Arbeit mit dem Gerät dar. So konnten ungefähre Größenangaben leicht kommuniziert werden. Die Form des Blattes wurde so gewählt, dass der BSL-110 sowohl als Schaufel, als Spaten und zum Hacken genutzt werden kann.
Der BSL-110 diente als Vorbild für den NVA-Pionierspaten. Der NVA-Pionierspaten besitzt im Gegensatz zum BSL-110 ein rundes Blatt.